# Bacab

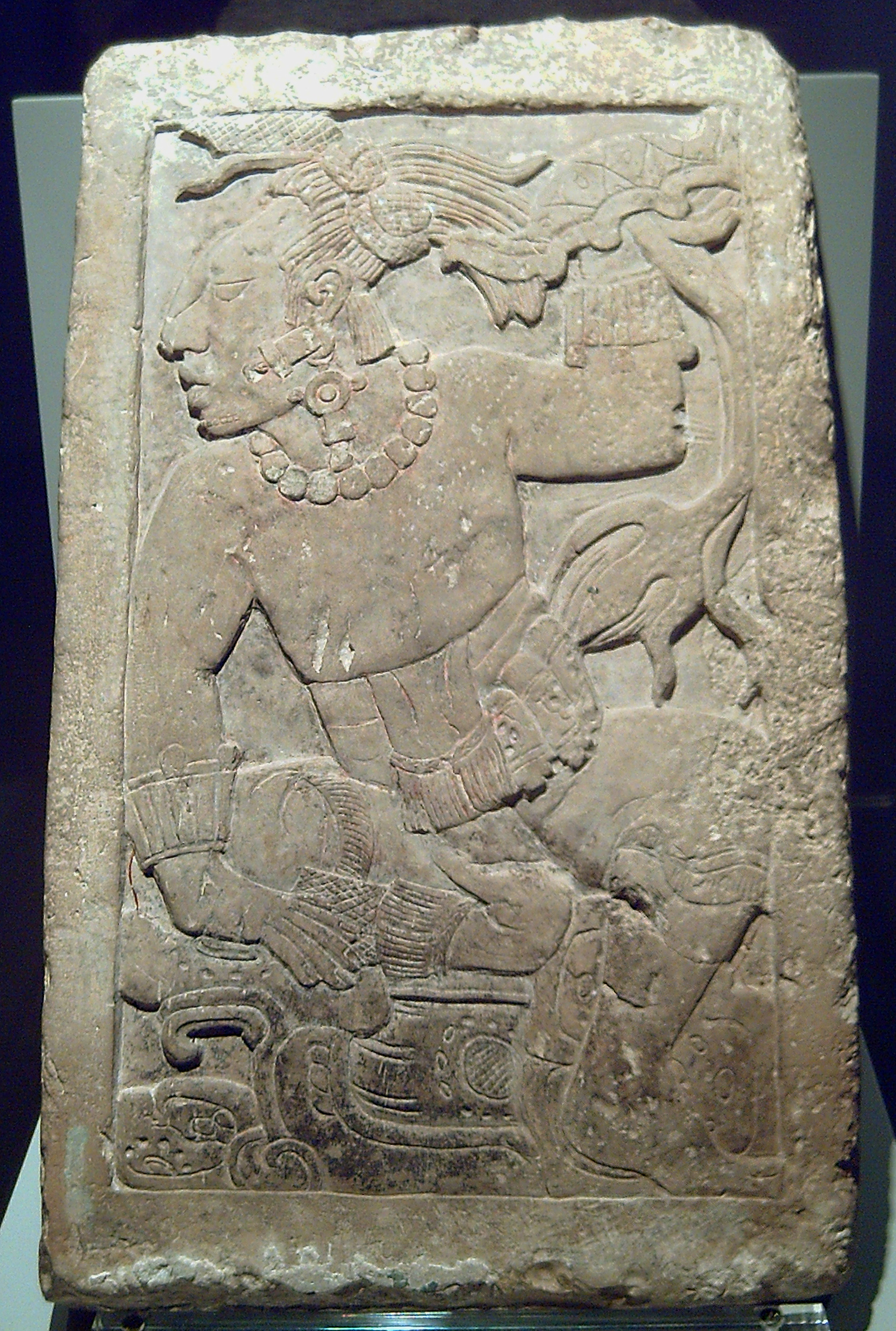
Verbeelding van Bacab.

Bacab is de naam van een Maya-godheid en verwijst naar vier oude dragers van hemel en aarde die in de vier windrichtingen staan.

## Verwantschap
Zij werden ten nauwste verbonden geacht met vier windgoden (Pauahtun), vier regengoden (Chacs van de Maya Chac) en Tlaloque (goden van de windstreken) van de Azteekse regengod Tlaloc.

## Attributen
In de iconografie beantwoorden zij aan god N, met als wisselende attributen een kinkhoorn, schildpadpantser, bijen'harnas', en spinnenweb. Ze waren de patroongoden van bijen en imkers.
'Elke Bacab had een naam, was een 'jaardrager' in de kalender en was verbonden met een wereldkleur en een van de vier hoofdrichtingen.

## Namen
- Can Tzional was wit (zac), verbonden met het noorden en droeg Muluc-jaren.
- Hozanek was geel (kan), verbonden met het zuiden en droeg Cauac-jaren.
- Hobnil was rood (chac), verbonden met het oosten en droeg Kan-jaren.
- Zac Cimi was zwart (ek), verbonden met het westen en droeg Ix-jaren.

## Schepping van de wereld
In de Chilam Balam van Chumayel, het heilige Maya-boek, wordt de schepping van de wereld beschreven. De dertien 'Heren van de Hemel' (Oxlahun Ti Ku) werden daarbij verslagen door de negen 'Heren van de Onderwereld' (Bolon Ti Ku). Daarna werden de vier Bacabs bij de punten van de vier hoofdrichtingen geplaatst.

## Hunab Ku
Volgens een versie van de mythe waren de Bacabs door Hunab Ku op de vier hoeken van de aarde geplaatst om de hemel te torsen.

## Itzamna
Volgens een late mythe had de oppergod, Itzamna, hen voortgebracht. Hiermee stemt overeen, dat de hiëroglifische uitbeelding van Itzamna (god D) soms met kenmerken van de Bacab vermengd is. In de huidige overleveringen van de volken van de Mexicaanse Golfkunst figureren nauwe verwanten van de Bacab(s), die met onderaards gerommel en veel hemelgeweld het regenseizoen openen. 

## Chichén Itzá
Waarschijnlijk stellen 'kleine stenen 'Atlas'-beeldjes' in het Tolteeks-Mayaanse Chichén Itzá de Bacabs voor, 'die met gestrekte armen stenen balken en lateien dragen'.

## Verwijzingen
- Karl Taube en Mary Miller, The Gods and Symbols of Ancient Mexico and the Maya. Thames and Hudson.
- D. M. Jones en B. L. Molyneaux (2001), De mythologie van Amerika, Nederlandse uitgave, Veltman Uitgevers, 2002, p.100